# Leucania canariensis
Leucania canariensis är en fjärilsart som beskrevs av Hans Rebel 1894. Leucania canariensis ingår i släktet Leucania och familjen nattflyn. Inga underarter finns listade i Catalogue of Life.